# Worth County (Iowa)
Das Worth County ist ein County im US-amerikanischen Bundesstaat Iowa. Im Jahr 2020 hatte das County 7443 Einwohner und eine Bevölkerungsdichte von 7,2 Einwohnern pro Quadratkilometer. Der Verwaltungssitz (County Seat) ist Northwood.

## Geografie
Das County liegt im Norden von Iowa und grenzt an Minnesota. Es hat eine Fläche von 1040 Quadratkilometern, wovon vier Quadratkilometer Wasserfläche sind.
Der Shell Rock River, der über den Cedar River und den Iowa River zum Stromgebiet des Mississippi gehört, durchfließt das County von Norden nach Süden.
An das Worth County grenzen folgende Nachbarcountys:
|                  | Freeborn County (Minnesota) | Mower County (Minnesota) |
| Winnebago County |                             | Mitchell County          |
| Hancock County   | Cerro Gordo County          |                          |

## Geschichte

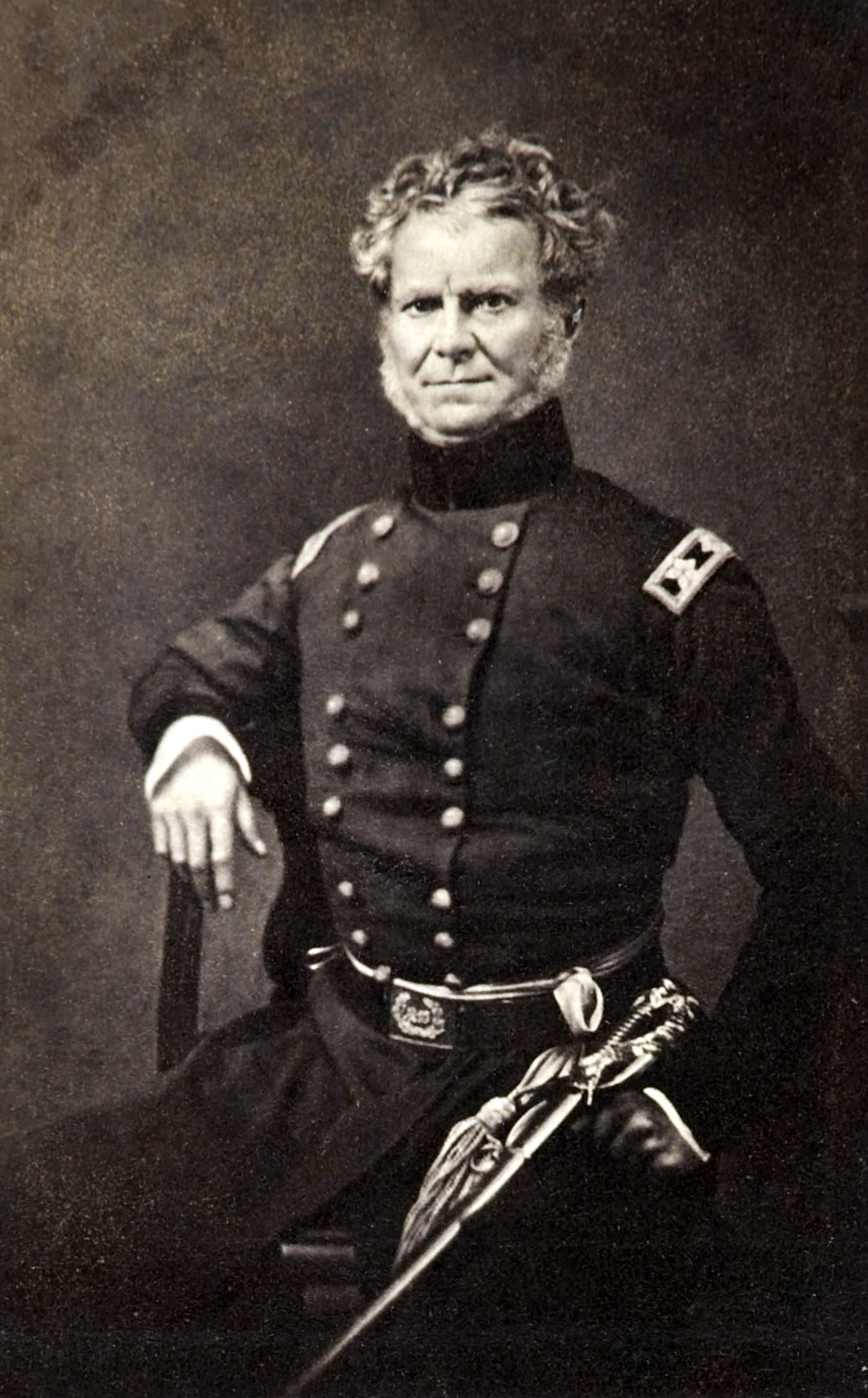
W. J. Worth

Das Worth County wurde 1851 gebildet. Benannt wurde es nach General William Jenkins Worth, der im Mexikanisch-Amerikanischen Krieg bekannt wurde.

## Bevölkerung
Nach der Volkszählung im Jahr 2010 lebten im Worth County 7598 Menschen in 3279 Haushalten. Die Bevölkerungsdichte betrug 7,3 Einwohner pro Quadratkilometer. In den 3279 Haushalten lebten statistisch je 2,31 Personen.
Ethnisch betrachtet setzte sich die Bevölkerung zusammen aus 97,9 Prozent Weißen, 0,4 Prozent Afroamerikanern, 0,2 Prozent amerikanischen Ureinwohnern, 0,3 Prozent Asiaten sowie aus anderen ethnischen Gruppen; 0,9 Prozent stammten von zwei oder mehr Ethnien ab. Unabhängig von der ethnischen Zugehörigkeit waren 1,9 Prozent der Bevölkerung spanischer oder lateinamerikanischer Abstammung.
23,1 Prozent der Bevölkerung waren unter 18 Jahre alt, 58,6 Prozent waren zwischen 18 und 64 und 18,3 Prozent waren 65 Jahre oder älter. 50,2 Prozent der Bevölkerung war weiblich.
Das jährliche Durchschnittseinkommen eines Haushalts lag bei 49,673 USD. Das Prokopfeinkommen betrug 27.240 USD. 11,7 Prozent der Einwohner lebten unterhalb der Armutsgrenze.

## Ortschaften im Worth County
Citys
| - Fertile - Grafton - Hanlontown - Joice | - Kensett - Manly - Northwood |

Census-designated place (CDP)
- Bolan

Unincorporated Community
- Silver Lake

## Gliederung
Das Worth County ist in 12 Townships eingeteilt:
| Township            | Einwohner (2010) | FIPS     |
| ------------------- | ---------------- | -------- |
| Barton Township     | 188              | 19-90132 |
| Bristol Township    | 471              | 19-90345 |
| Brookfield Township | 235              | 19-90357 |
| Danville Township   | 348              | 19-90891 |
| Deer Creek Township | 180              | 19-90939 |
| Fertile Township    | 807              | 19-91338 |

| Township             | Einwohner (2010) | FIPS     |
| -------------------- | ---------------- | -------- |
| Grove Township       | 2200             | 19-91797 |
| Hartland Township    | 262              | 19-91881 |
| Kensett Township     | 473              | 19-92310 |
| Lincoln Township     | 1669             | 19-92634 |
| Silver Lake Township | 211              | 19-93909 |
| Union Township       | 554              | 19-94287 |